# چارلی کوک
 چارلی کوک  (به انگلیسی: Charlie Cooke) (زاده ۱۴ اکتبر ۱۹۴۲) بازیکن فوتبال سابق تیم ملی فوتبال اسکاتلند و باشگاه فوتبال چلسی است.کوک ۱۰ فصل در باشگاه چلسی توپ زده‌است.همچنین وی ۱۶ بازی ملی در کارنامه دارد.